# J.T. Compher
Joseph Taylor Compher, född 8 april 1995, är en amerikansk professionell ishockeyforward som spelar för Detroit Red Wings i National Hockey League (NHL). Han draftades i andra rundan av Buffalo Sabres vid NHL Entry Draft 2013 som 35:e spelare totalt. Han vann Stanley Cup med Colorado Avalanche 2022.

## Statistik

### Klubbkarriär
| 2011–12    | U.S. National Development Team | USHL       | 32  | 13  | 14  | 27  | 37  | —  | —  | —  | —  | —  |
| 2012–13    | U.S. National Development Team | USHL       | 21  | 7   | 17  | 24  | 23  | —  | —  | —  | —  | —  |
| 2013–14    | Michigan Wolverines            | B1G        | 35  | 11  | 20  | 31  | 24  | —  | —  | —  | —  | —  |
| 2014–15    | Michigan Wolverines            | B1G        | 34  | 12  | 12  | 24  | 44  | —  | —  | —  | —  | —  |
| 2015–16    | Michigan Wolverines            | B1G        | 37  | 16  | 47  | 63  | 30  | —  | —  | —  | —  | —  |
| 2016–17    | San Antonio Rampage            | AHL        | 41  | 13  | 17  | 30  | 22  | —  | —  | —  | —  | —  |
| 2016–17    | Colorado Avalanche             | NHL        | 21  | 3   | 3   | 6   | 4   | —  | —  | —  | —  | —  |
| 2017–18    | Colorado Avalanche             | NHL        | 69  | 13  | 10  | 23  | 20  | 6  | 0  | 3  | 3  | 2  |
| 2018–19    | Colorado Avalanche             | NHL        | 66  | 16  | 16  | 32  | 31  | 12 | 4  | 2  | 6  | 0  |
| 2019–20    | Colorado Avalanche             | NHL        | 67  | 11  | 20  | 31  | 18  | 15 | 3  | 5  | 8  | 4  |
| 2020–21    | Colorado Avalanche             | NHL        | 48  | 10  | 8   | 18  | 19  | 10 | 1  | 1  | 2  | 4  |
| 2021–22    | Colorado Avalanche             | NHL        | 70  | 18  | 15  | 33  | 25  | 20 | 5  | 3  | 8  | 10 |
| 2022–23    | Colorado Avalanche             | NHL        | 82  | 17  | 35  | 52  | 33  | 7  | 1  | 1  | 2  | 0  |
| 2023–24    | Detroit Red Wings              | NHL        | 77  | 19  | 29  | 48  | 34  | —  | —  | —  | —  | —  |
| 2024–25    | Detroit Red Wings              | NHL        | 76  | 11  | 21  | 32  | 24  | —  | —  | —  | —  | —  |
| NHL totalt | NHL totalt                     | NHL totalt | 576 | 118 | 156 | 274 | 208 | 70 | 14 | 15 | 29 | 20 |

### Internationellt
| År            | Lag           | Turnering     | Resultat      |    | Matcher | Mål | Assist | Poäng | Utv |
| ------------- | ------------- | ------------- | ------------- | -- | ------- | --- | ------ | ----- | --- |
| 2012          | USA           | U17           | 2             | 6  | 4       | 7   | 11     | 14    |     |
| 2012          | USA           | U18           | 1             | 6  | 2       | 3   | 5      | 4     |     |
| 2013          | USA           | U18           | 2             | 7  | 3       | 4   | 7      | 8     |     |
| 2015          | USA           | JVM           | 5:a           | 5  | 0       | 0   | 0      | 0     |     |
| 2016          | USA           | VM            | 4:a           | 10 | 1       | 2   | 3      | 2     |     |
| 2017          | USA           | VM            | 5:a           | 8  | 2       | 0   | 2      | 0     |     |
| Junior totalt | Junior totalt | Junior totalt | Junior totalt | 23 | 9       | 14  | 23     | 26    |     |
| Senior totalt | Senior totalt | Senior totalt | Senior totalt | 18 | 3       | 2   | 5      | 2     |     |